# Шурагатский район
Шурагатский район — административный район, существовавший в составе Дагестанской АССР в период с 1944 по 1957 год.
Административный центр — село Шурагат.

## География
Шурагатский район располагался на западе республики, на границе с Грозненской областью. Граничил: на западе с Междуреченским, на севере с Гудермесским районами Грозненской области, на востоке с Хасавюртовским, на юго-востоке с Андалалский и на юге с Ритлябским районами.

## История
Указом Президиума Верховного Совета СССР от 7 марта 1944 г. «О ликвидации Чечено-Ингушской АССР и об административном устройстве её территории» в состав Дагестанской АССР передавались территории следующих районов: Веденский, Ножайюртовский, Саясановский, Чеберлоевский — в существующих границах, а также Курчалоевский и Шароевский районы, за исключением северо-западной части этих районов, и восточная часть Гудермесского района.
Постановлением Верховного Совета РСФСР от 7.06.44 г. из бывшего Курчалоевского и восточной части Гудермесского района создан Шурагатский район с центром в селе Шурагат (районный центр перенесен из села Чкалово). В 1956 году центр района был вновь перенесён в Чкалово.
Указом Президиума Верховного Совета РСФСР «О восстановлении Чечено-Ингушской АССР и упразднении Грозненской области» от 9 января 1957 г. из состава ДАССР в восстановленную ЧИАССР передан Шурагатский район. 10 апреля 1957 года он был переименован в Курчалоевский район.

## Административное деление
Район состоял из 9 сельсоветов:
1. Гергинский — с.Герга
2. Красноармейский — с.Красноармейск
3. Мулебкинский — с.Мулебки
4. Первомайский — с.Первомайск
5. Сулевкентский — с.Сулевкент
6. Тантийский — с.Танты
7. Чкаловский — с.Чкалово
8. Шихшабековский — с.Шихшабек, Энгель-Юрт, Азамат-Юрт, Кади-Юрт
9. Шурагатский — с.Шурагат

## Население
После присоединения района к республике на эту территорию были переселены даргинцы из Акушинского, Сергокалинского, Левашинского, Дахадаевского и Кайтагского районов (более 10 тыс. человек)